# Komputer domowy

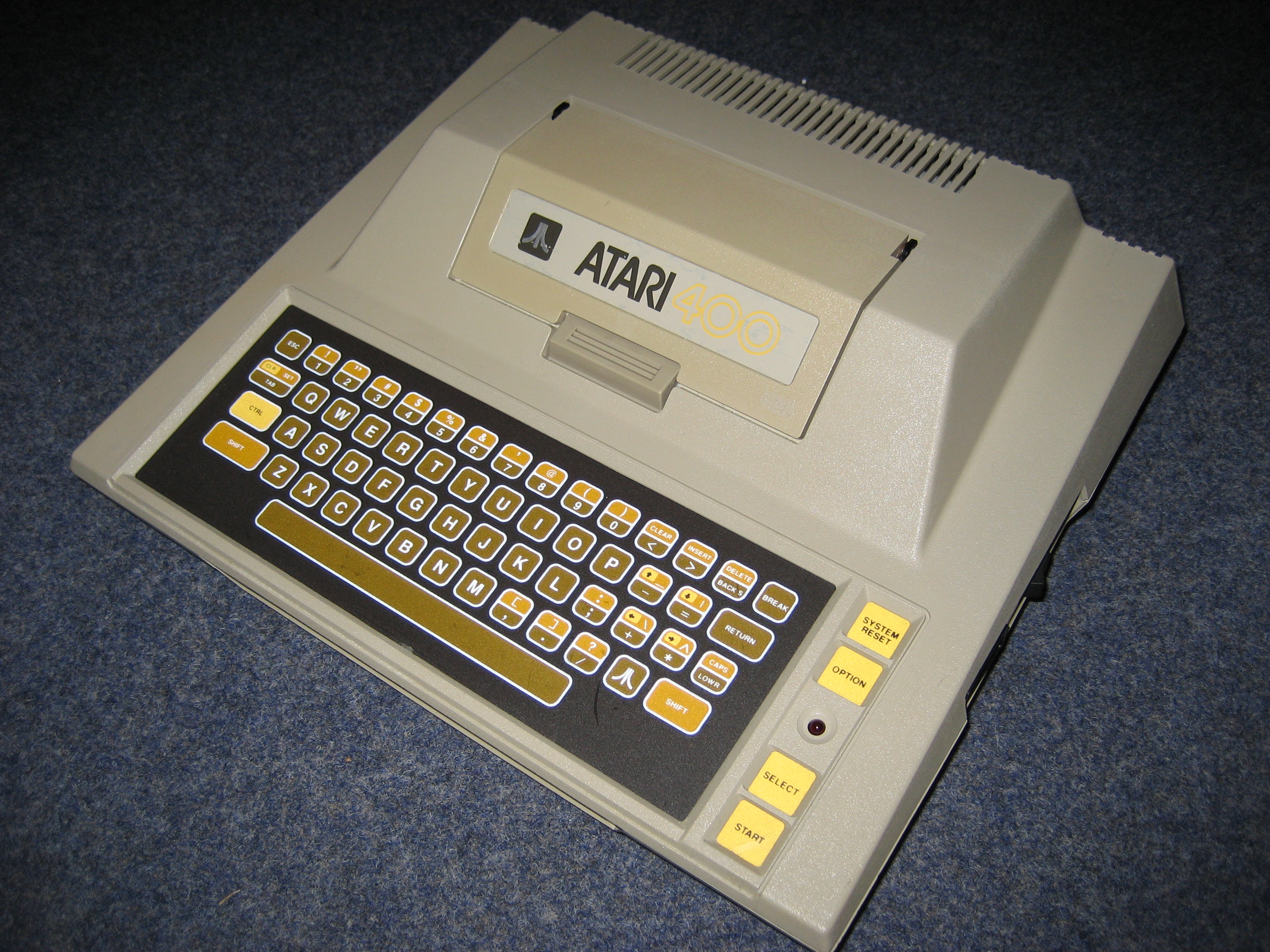
Atari 400, 1979

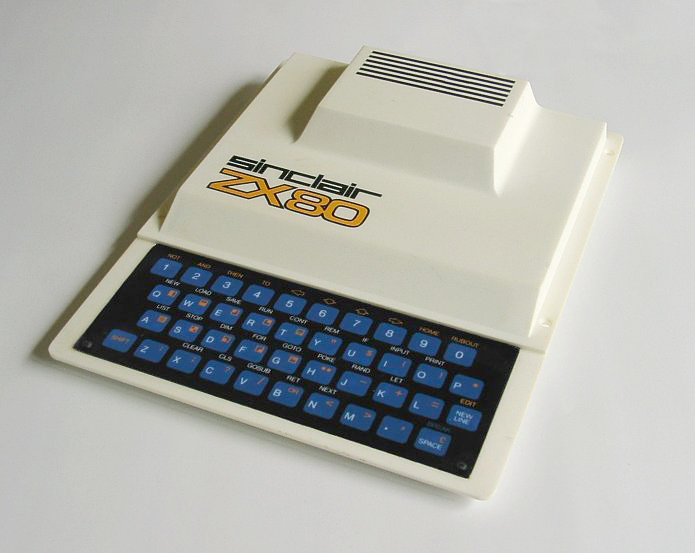
Sinclair ZX80, 1980

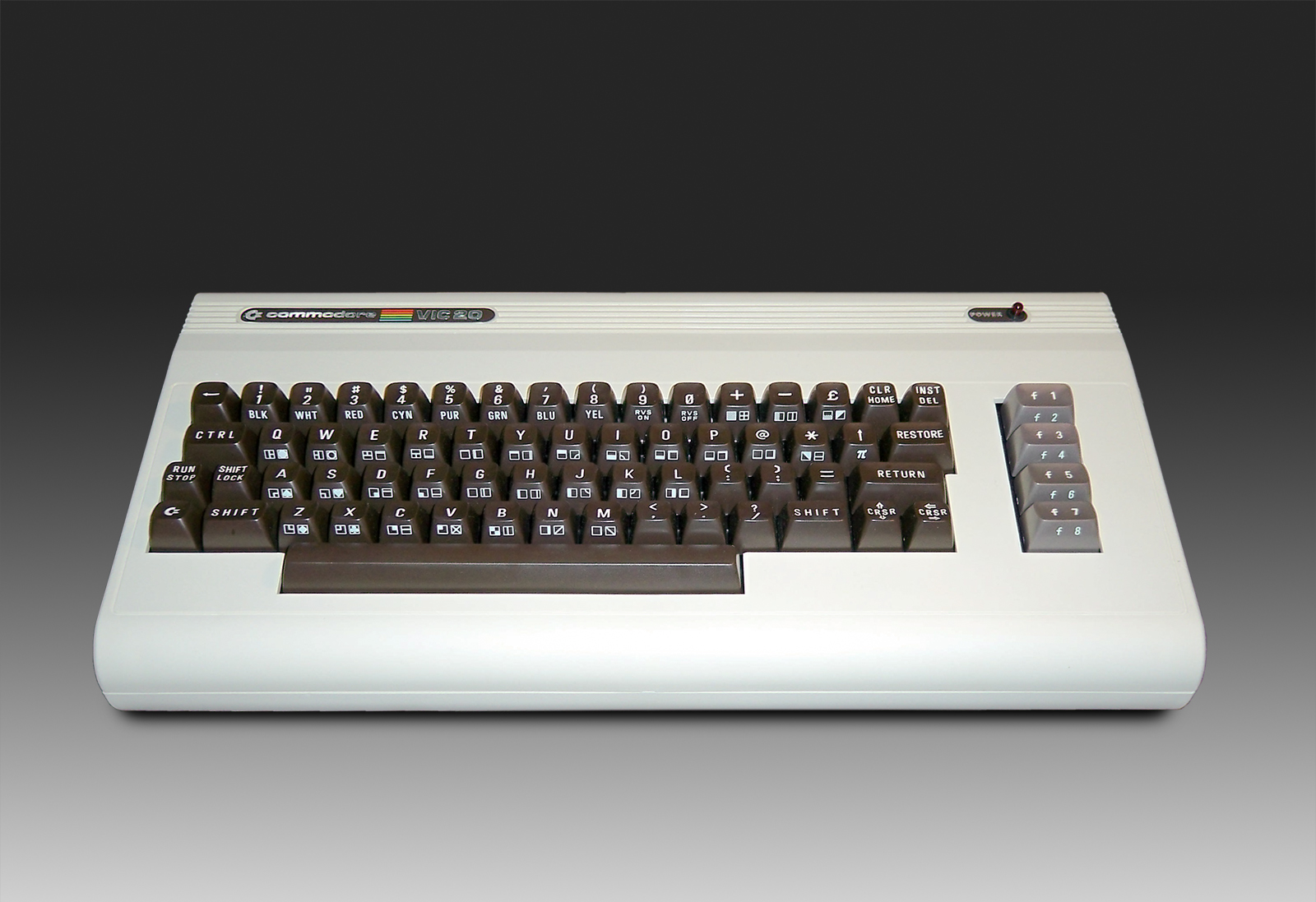
Commodore VIC-20, 1980

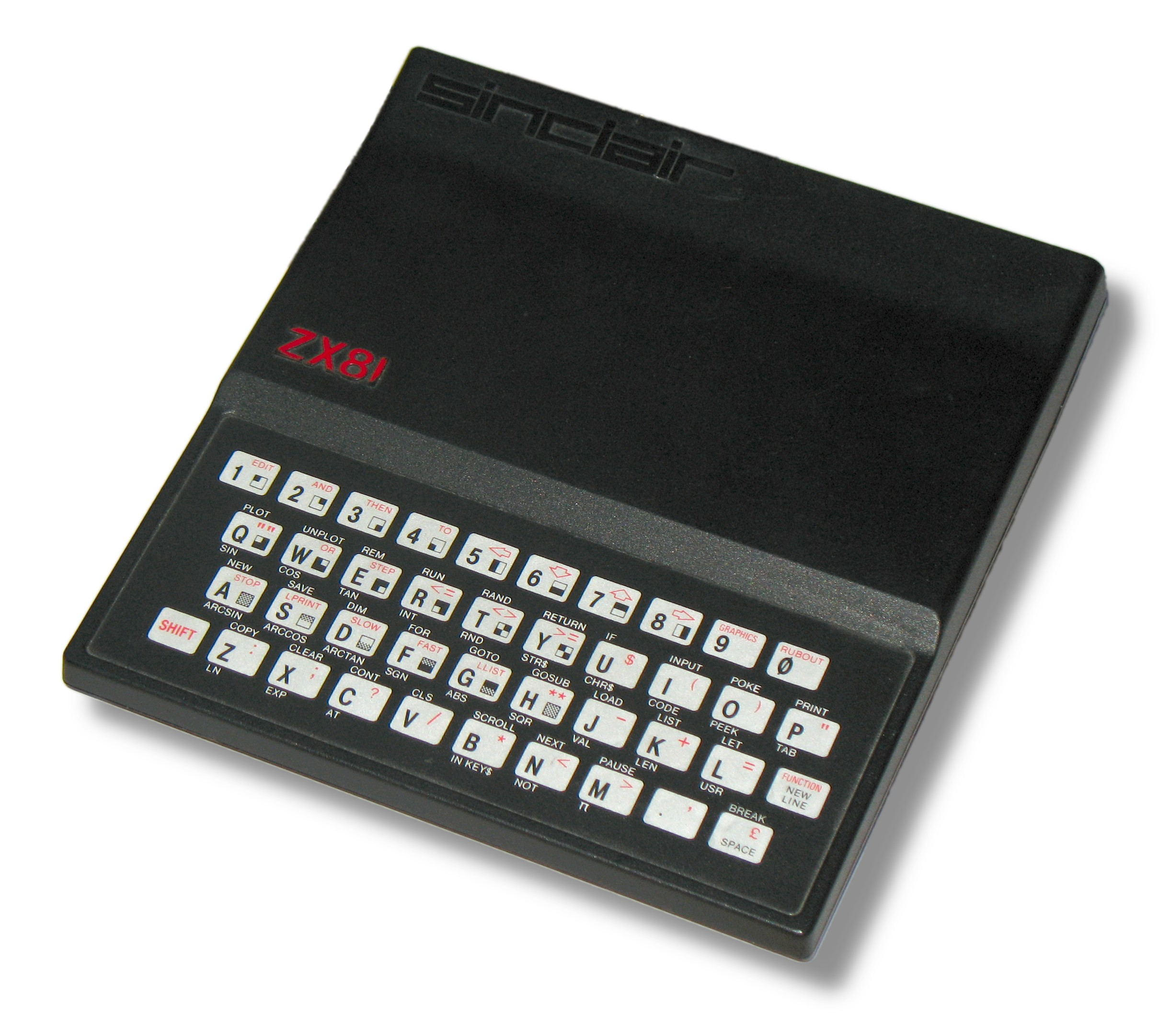
ZX81, 1981

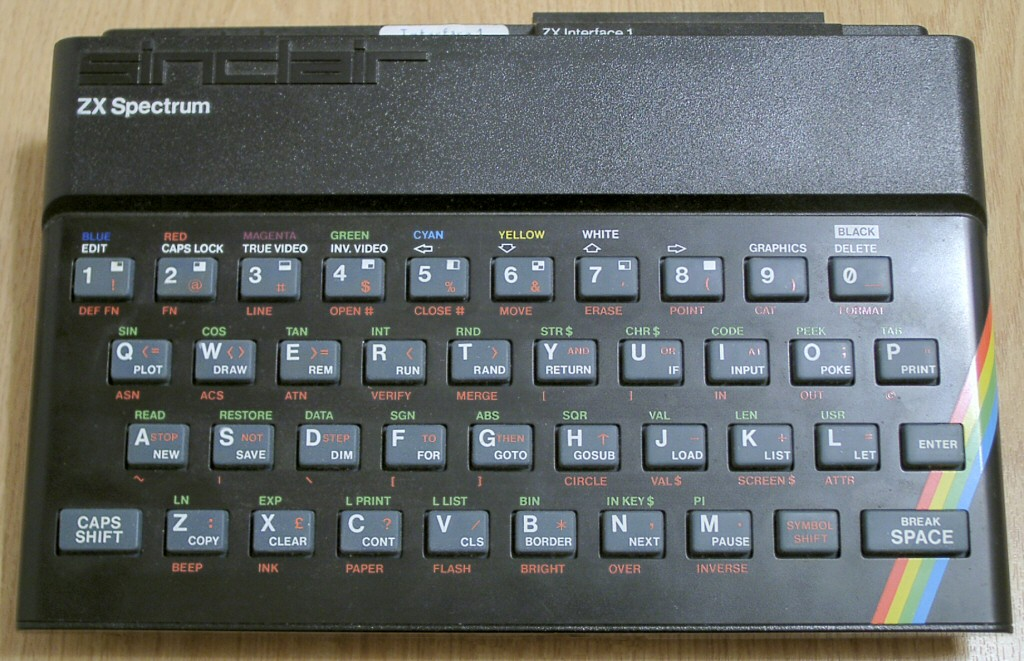
Sinclair ZX Spectrum, 1982

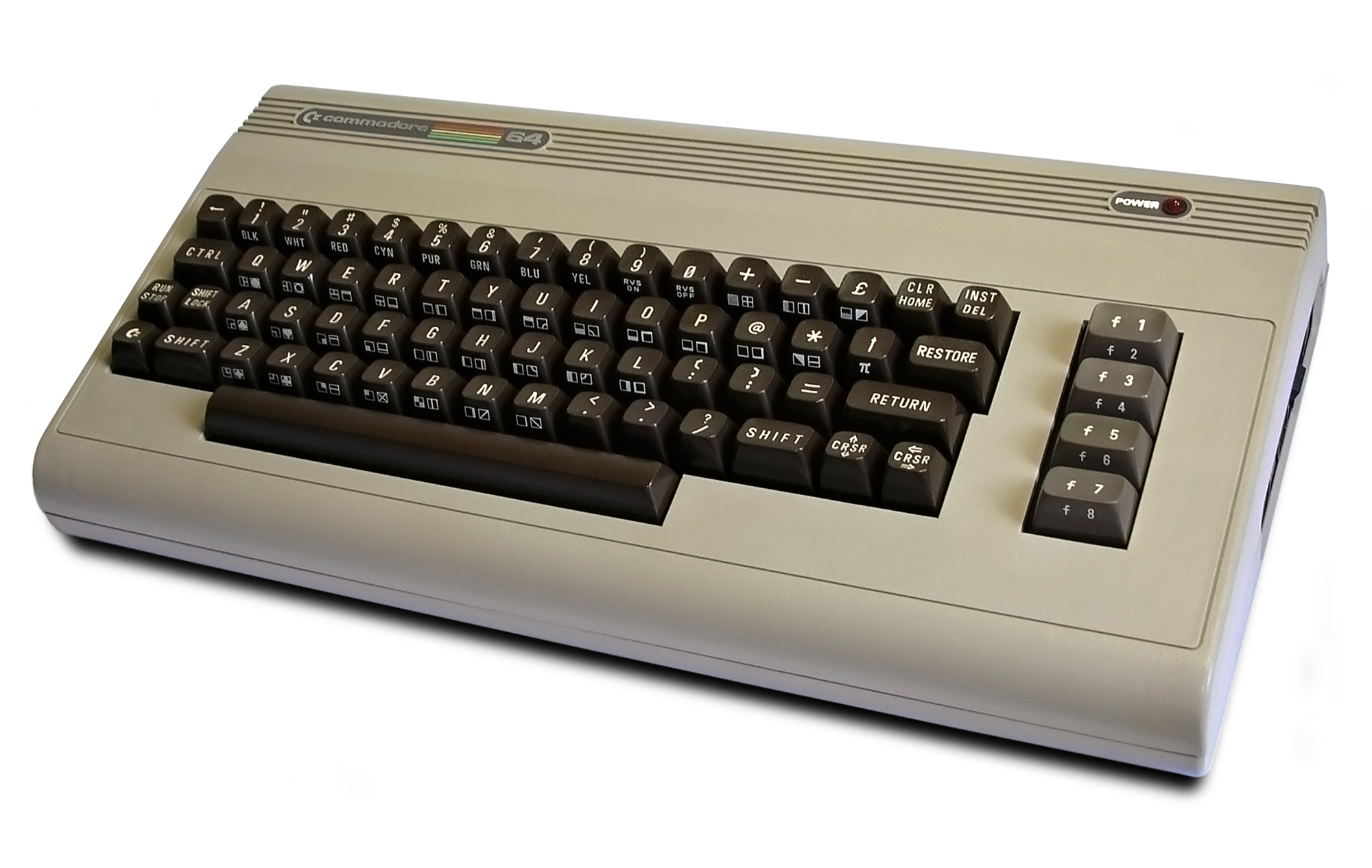
Commodore 64 (1982) następca modelu VIC-20, początkowo był sprzedawany w cenie 595 dolarów

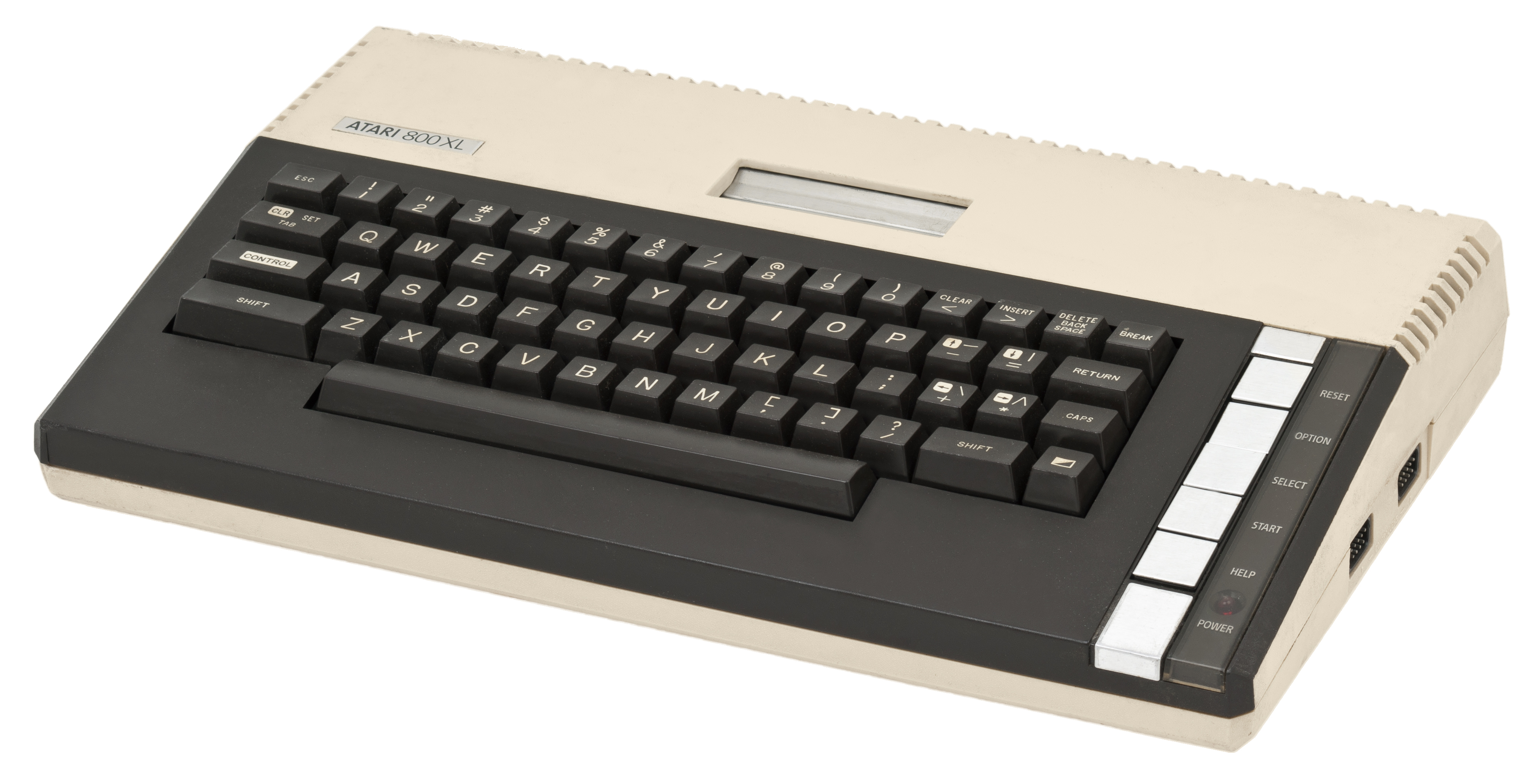
Atari 800XL, 1983

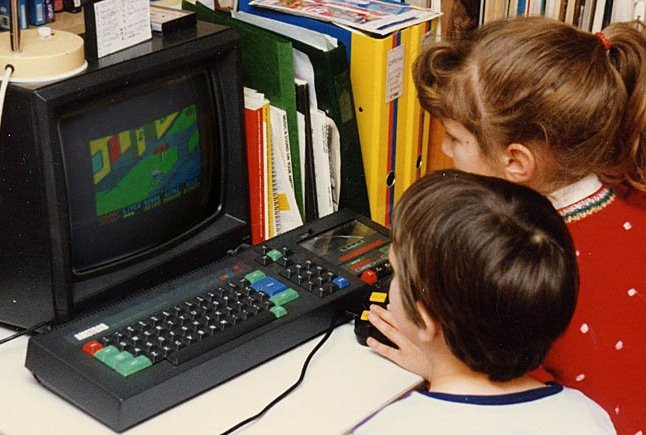
Amstrad CPC 464, 1984

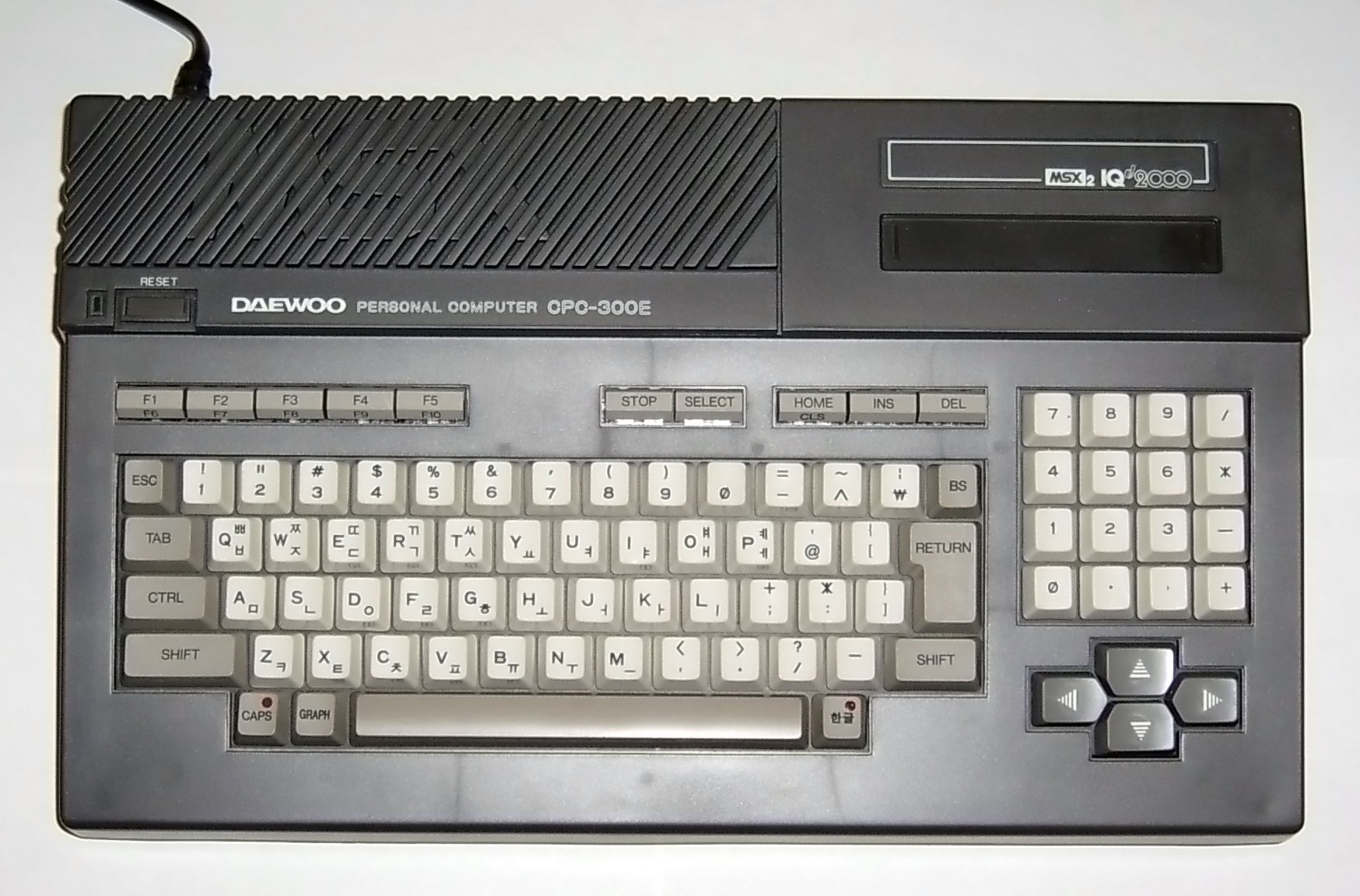
Daewoo CPC-300E standardu MSX2, 1985

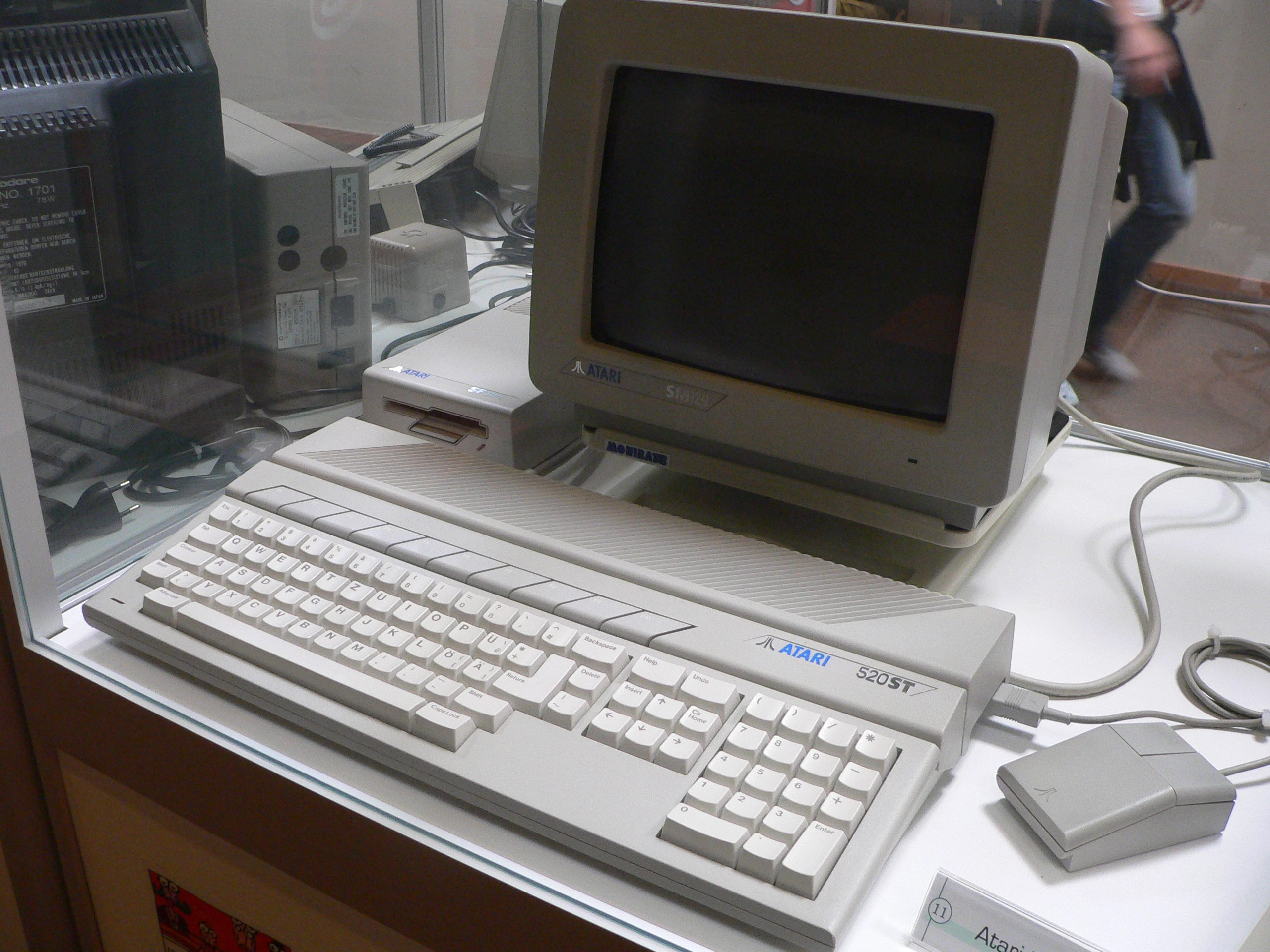
Atari 520ST, 1985

Komputer domowy – mikrokomputer przewidziany do zastosowań domowych (gry komputerowe, multimedia, rozrywka), zazwyczaj o uproszczonej konstrukcji w stosunku do typowego komputera osobistego, ale z dobrymi możliwościami multimedialnymi.
Wczesne komputery osobiste, takie jak IBM PC z 1981 roku, rzadko były używane w zastosowaniach domowych – ich cena była wysoka, a możliwości graficzne i dźwiękowe niewystarczające. Specjalne domowe modele komputerów PC, np. IBM PCjr (1984), też nie zdobyły wtedy dużej popularności.
Ogromną popularność w tych zastosowaniach zdobyły natomiast w latach 80. i wczesnych 90. XX wieku, tanie uproszczone mikrokomputery zwane komputerami domowymi. 
Typowe ich cechy to:
- mikroprocesor niższej klasy niż w typowych ówczesnych komputerach osobistych
- uboższa pamięć masowa: w komputerach 8-bitowych zwykle brak pamięci dyskowej w standardowej konfiguracji, zamiast niej stosowano magnetofon kasetowy lub cartridge; w komputerach nowszych generacji była już wbudowana stacja dyskietek, ale w standardowej konfiguracji wciąż brakowało dysku twardego
- klawiatura zintegrowana w jednej obudowie z jednostką centralną
- możliwość podłączenia takiego komputera do zwykłego telewizora zamiast do specjalnego monitora
- dobre, jak na swoje czasy, możliwości graficzne, zwykle układ grafiki sprzętowo realizował pewne funkcje wykorzystywane w grach 2D, takie jak sprite'y, co pozwalało na płynne działanie takich gier pomimo słabego CPU
- dobre, jak na swoje czasy, możliwości dźwiękowe
- ograniczone możliwości rozbudowy.

Można wyróżnić trzy generacje komputerów domowych:
- komputery 8-bitowe – najpopularniejsze w latach 80., oparte na procesorach z serii MOS 6502 albo Zilog Z80. W Polsce najpopularniejszymi komputerami tej generacji były ZX Spectrum, Commodore 64 i rodzina 8-bitowych Atari.
- komputery 16/32-bitowe – popularne pod koniec lat 80. i na początku 90., oparte na procesorach MC68000. Typowe komputery tej generacji to Amiga 500 i Atari ST.
- komputery 32-bitowe – popularne we wczesnych latach 90., oparte na procesorach MC68020 albo MC68030. Typowe komputery tej generacji to Amiga 1200 i Atari Falcon.

Niektóre komputery domowe były produkowane także w specjalnych wersjach sprzedawanych jako konsole gier wideo, np. Atari XE Game System oraz Amiga CD32. Konsole takie, po wyposażeniu w odpowiednie akcesoria (np. klawiatura), stawały się normalnymi komputerami domowymi.
Otwartość architektury komputerów osobistych IBM PC doprowadziła do ostrej konkurencji na tym rynku, co zaowocowało szybkim rozwojem technologicznym (m.in. rozszerzenia multimedialne) i spadkiem cen. W tej sytuacji komputery klasy PC stopniowo opanowywały także rynek komputerów domowych, wypierając z niego dedykowane maszyny. Końcowym stadium tego procesu było upowszechnienie się w PC procesorów klasy 80486 (wprowadzonym w roku 1989), które były wystarczająco szybkie dla gier 3D takich jak Doom (1993), podczas gdy tanie procesory stosowane w komputerach domowych były do takich gier zbyt wolne, a także wprowadzenie w PC magistrali VESA Local Bus (1992), która pozwoliła m.in. na znaczny wzrost wydajności montowanych w niej kart graficznych.
W 1993 roku firma Atari wycofała się z produkcji komputerów, a w 1994 nastąpiło bankructwo firmy Commodore, co oznaczało praktycznie koniec ery dedykowanych komputerów domowych.

## Historia
Komputery domowe:
- 1975 KIM-1
- 1976 Apple I
- 1977 Apple II, Commodore PET, Tandy TRS-80, MK14[1]
- 1978 ABC 80, Atari 400, Atari 800
- 1979 Atari 400, Atari 800, TI-99/4
- 1980 TRS-80 Color Computer, ZX-80, Commodore VIC-20, Acorn Atom
- 1981 ZX-81, TI-99/4A
- 1982 BBC Micro, Commodore 64, Commodore CBM-II, Dragon 32, Timex Sinclair 1000, ZX Spectrum
- 1983 Oric-1, MSX, Jupiter Ace, Spectravideo SV-318, TRS-80 Color Computer 2, Atari 600XL, Atari 800XL, Acorn Electron, Meritum I, Sharp MZ-700
- 1984 Amstrad CPC 464, Apple IIc, Commodore 16, Commodore Plus/4, Laser 128, Sinclair QL, Timex 2048, ZX Spectrum+, Spectravideo SV-728 (MSX), Oric Atmos, Sharp MZ-800
- 1985 Amiga 1000, Commodore 128, MSX 2, Atari 65 XE, Atari 130 XE, Atari 800 XE, Enterprise / Mephisto PHC 64, Meritum II, Amstrad/Schneider CPC-6128, ZX Spectrum 128
- 1986 ZX Spectrum 128, ZX Spectrum +2, Elwro 800 Junior, TRS-80 Color Computer 3, Meritum III
- 1987 Amiga 500, Acorn Archimedes, ZX Spectrum +3
- 1988 MSX 2+, Cambridge Z88
- 1989 SAM Coupé
- 1991 Amiga 500+
- 1992 Amiga 600, Amiga 1200

Komputery domowe/osobiste:
- 1980 Apple III
- 1983 Lisa
- 1984 Macintosh, Tatung Einstein
- 1985 Amiga 1000, Atari ST
- 1986 Spectravideo SVI-838
- 1987 Amiga 2000
- 1988 Amiga 2500
- 1989 Atari STE
- 1990 Amiga 1500, Amiga 3000, Atari TT
- 1991 Atari Mega STE
- 1992 Amiga 4000, Atari Falcon
- 1994 Amiga 4000T
- 2002 AmigaOne

## Zobacz też

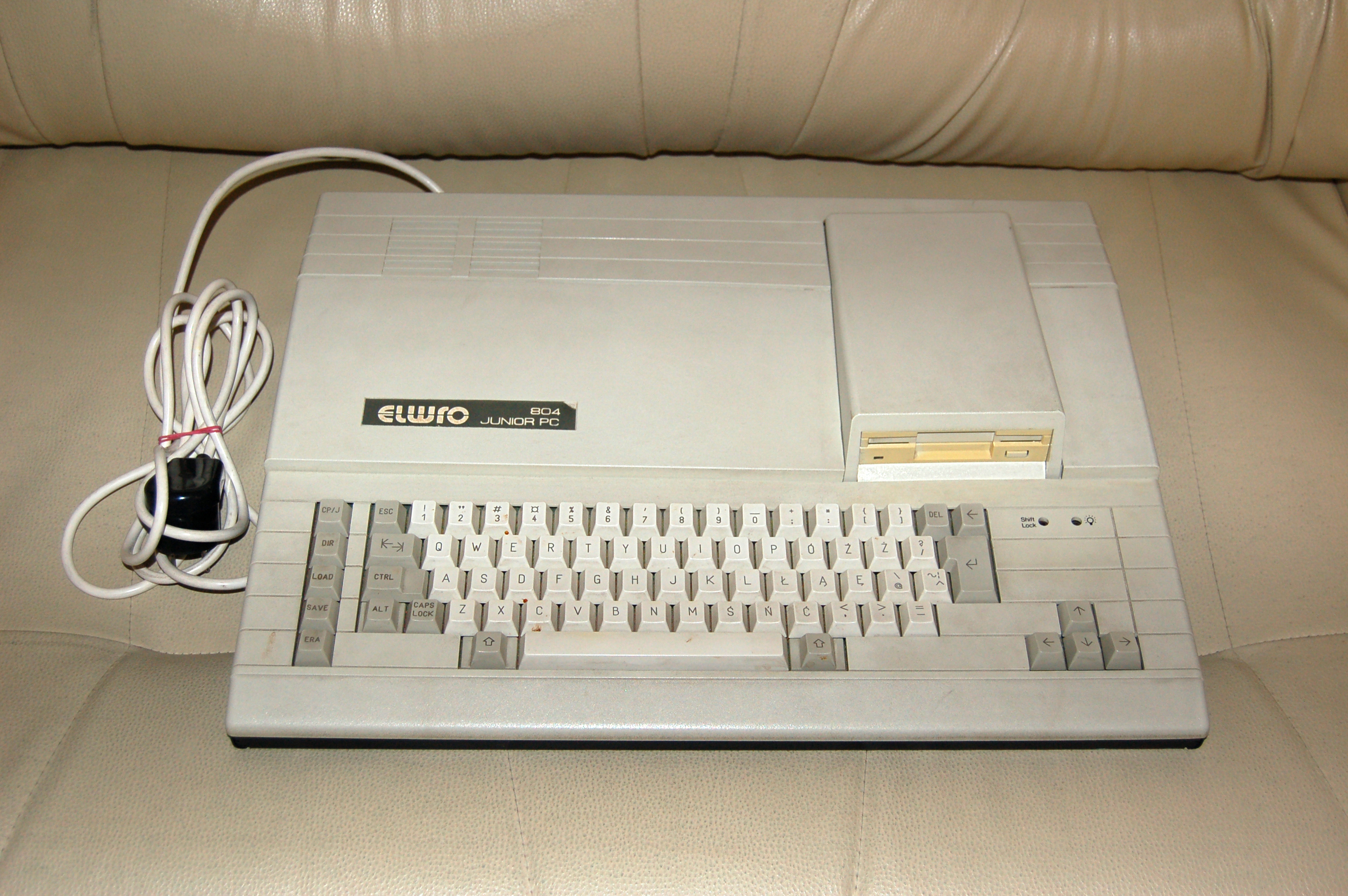
Elwro 804 Junior
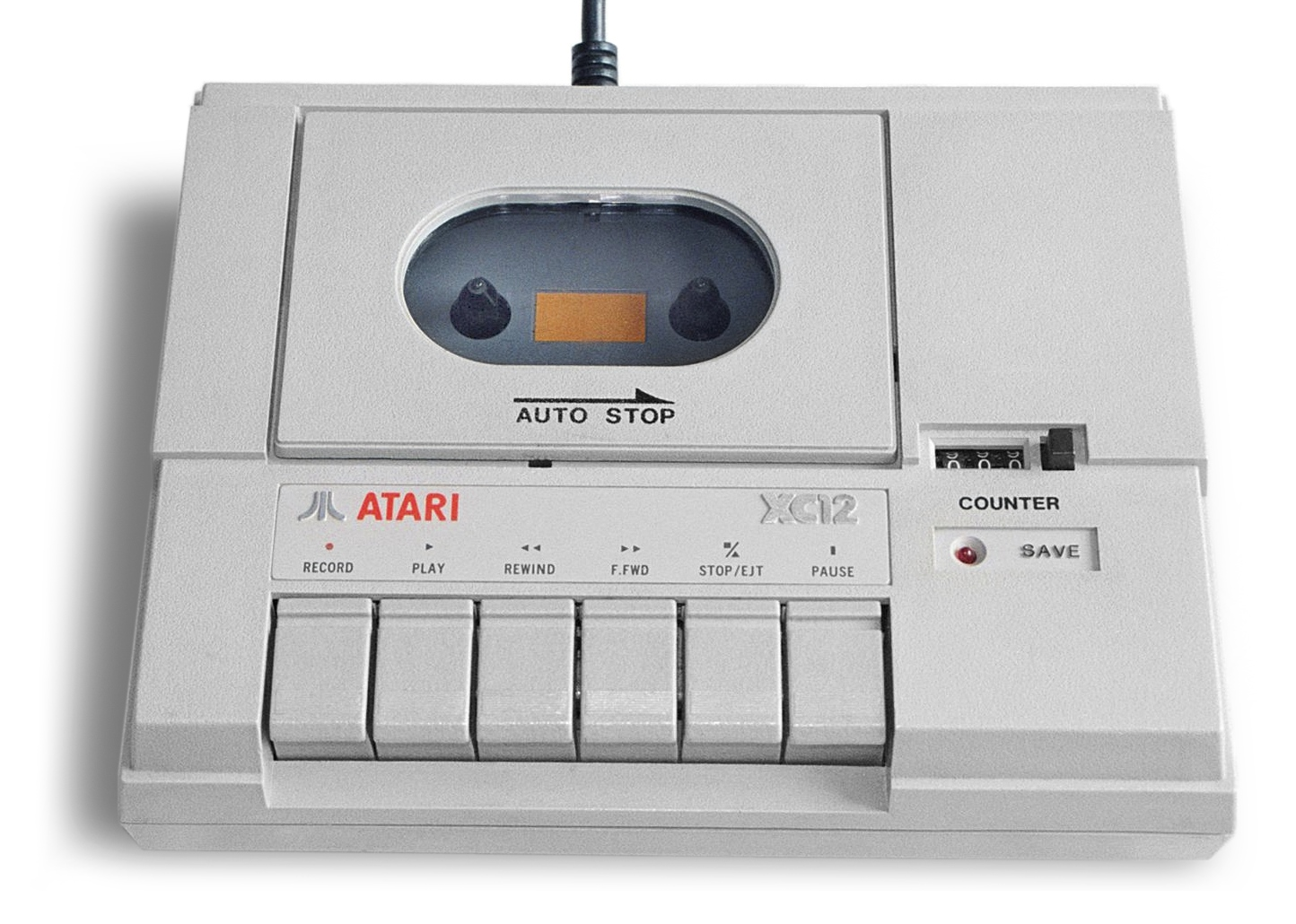
Magnetofon kasetowy Atari XC12 do Atari 800, Atari 65XE i innych
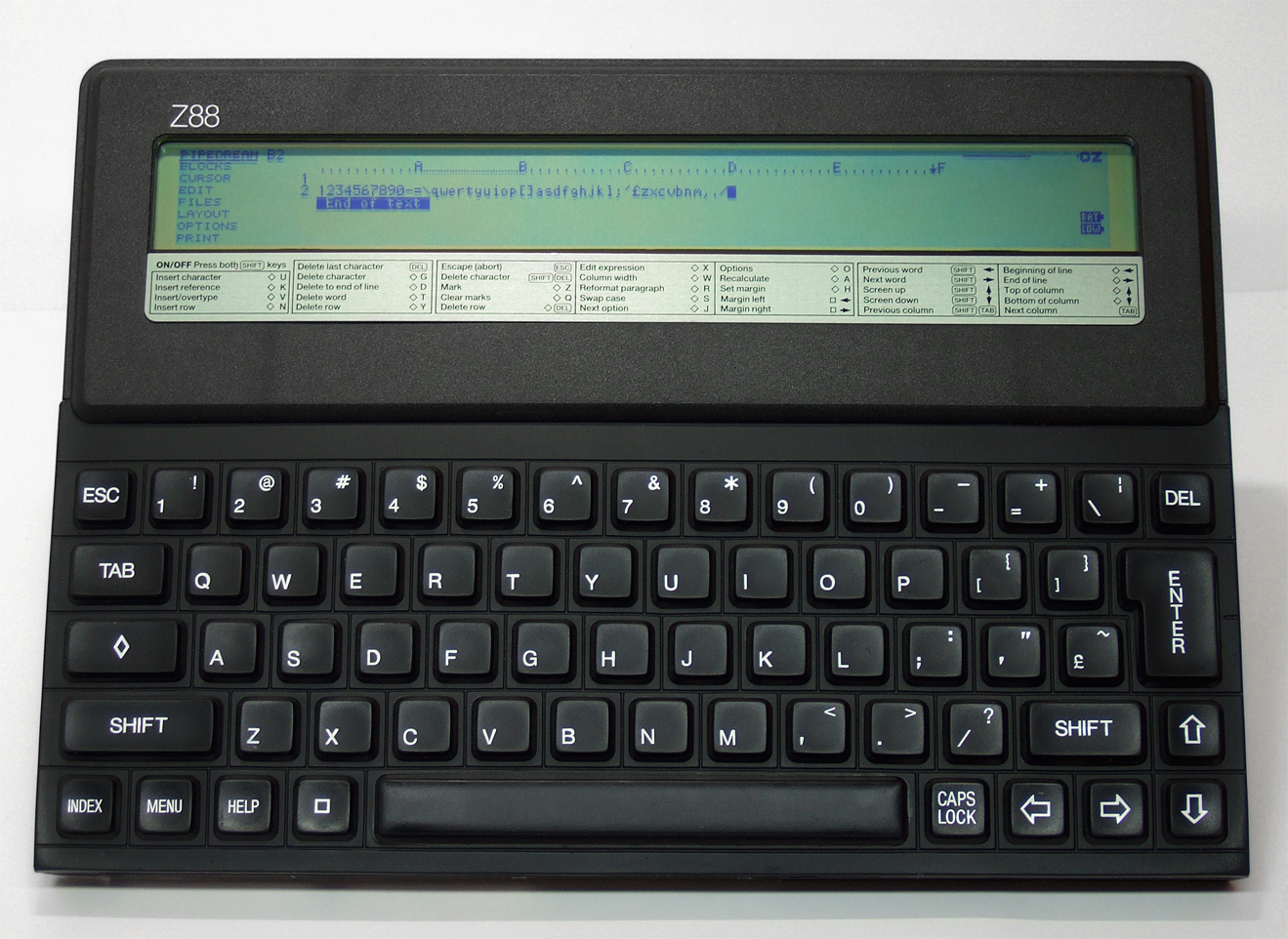
Cambridge Z88
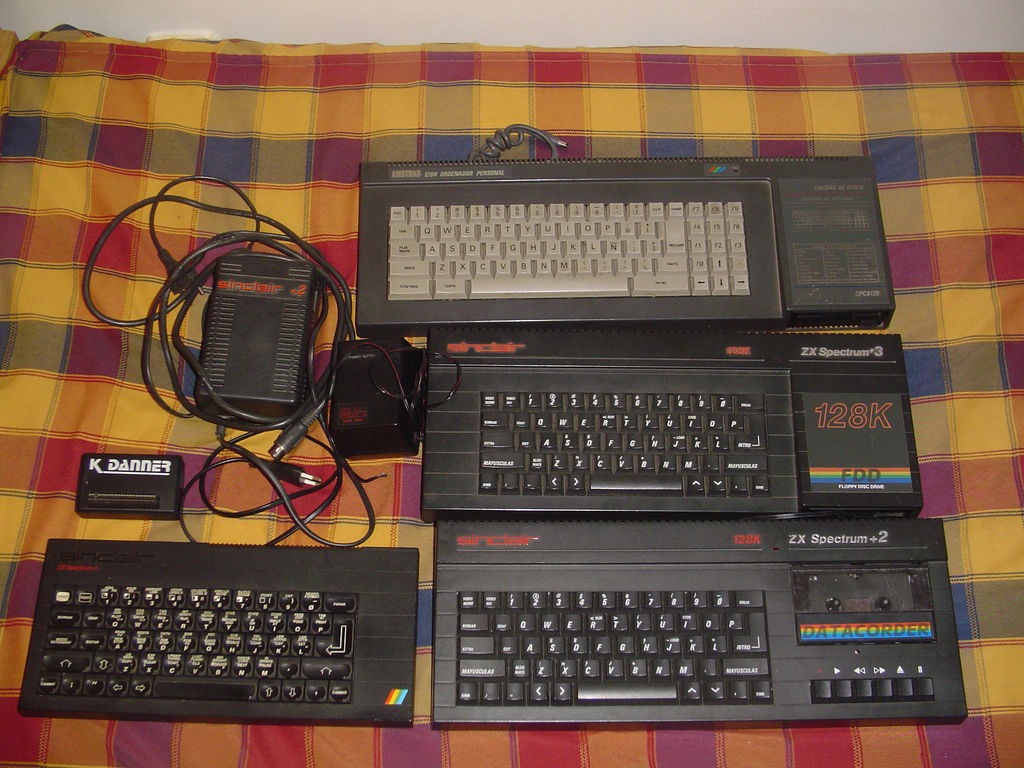
ZX Spectrum +, ZX Spectrum +2A, ZX Spectrum +3, na górze Amstrad CPC 6128
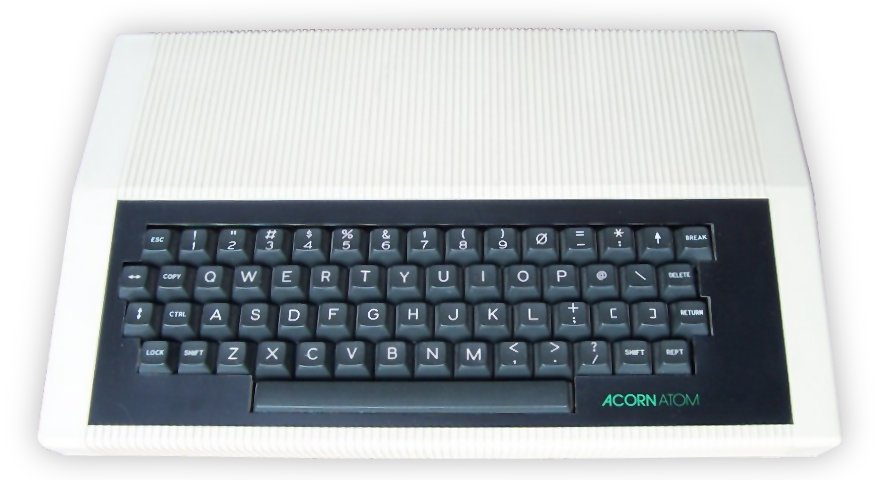
Acorn Atom (1980)
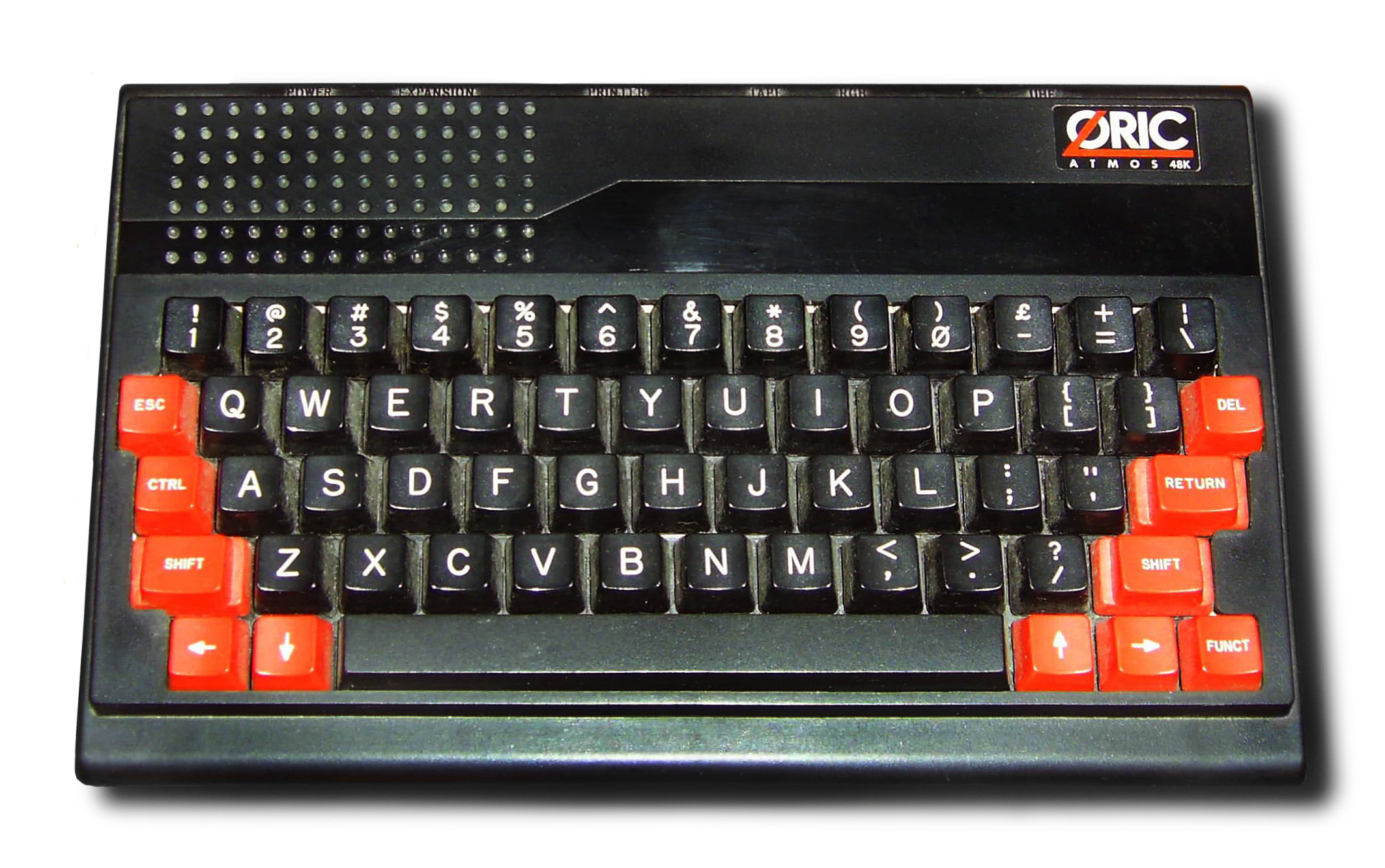
Oric Atmos (1984)
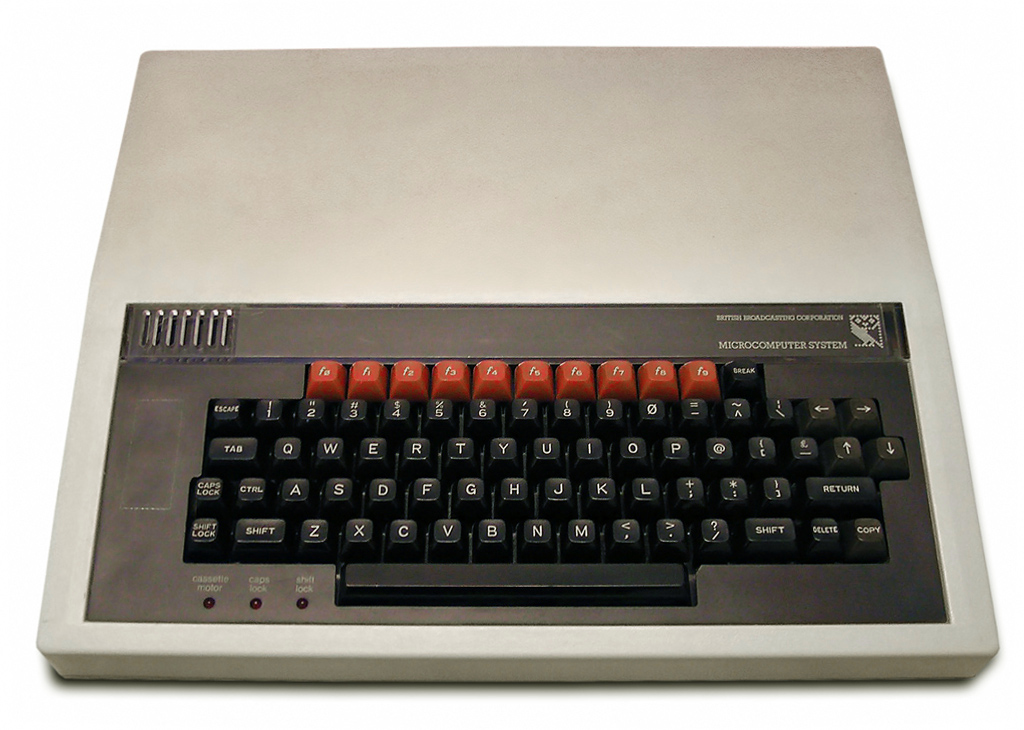
BBC Micro (1981)
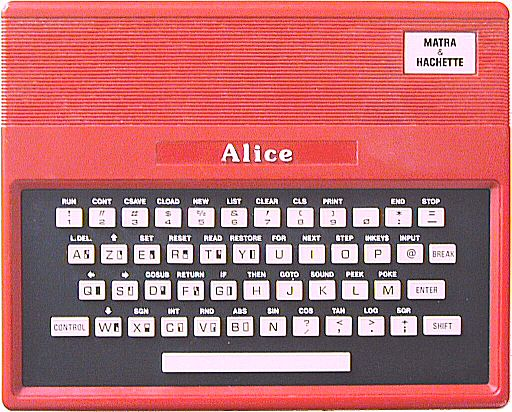
Matra Alice (1983)
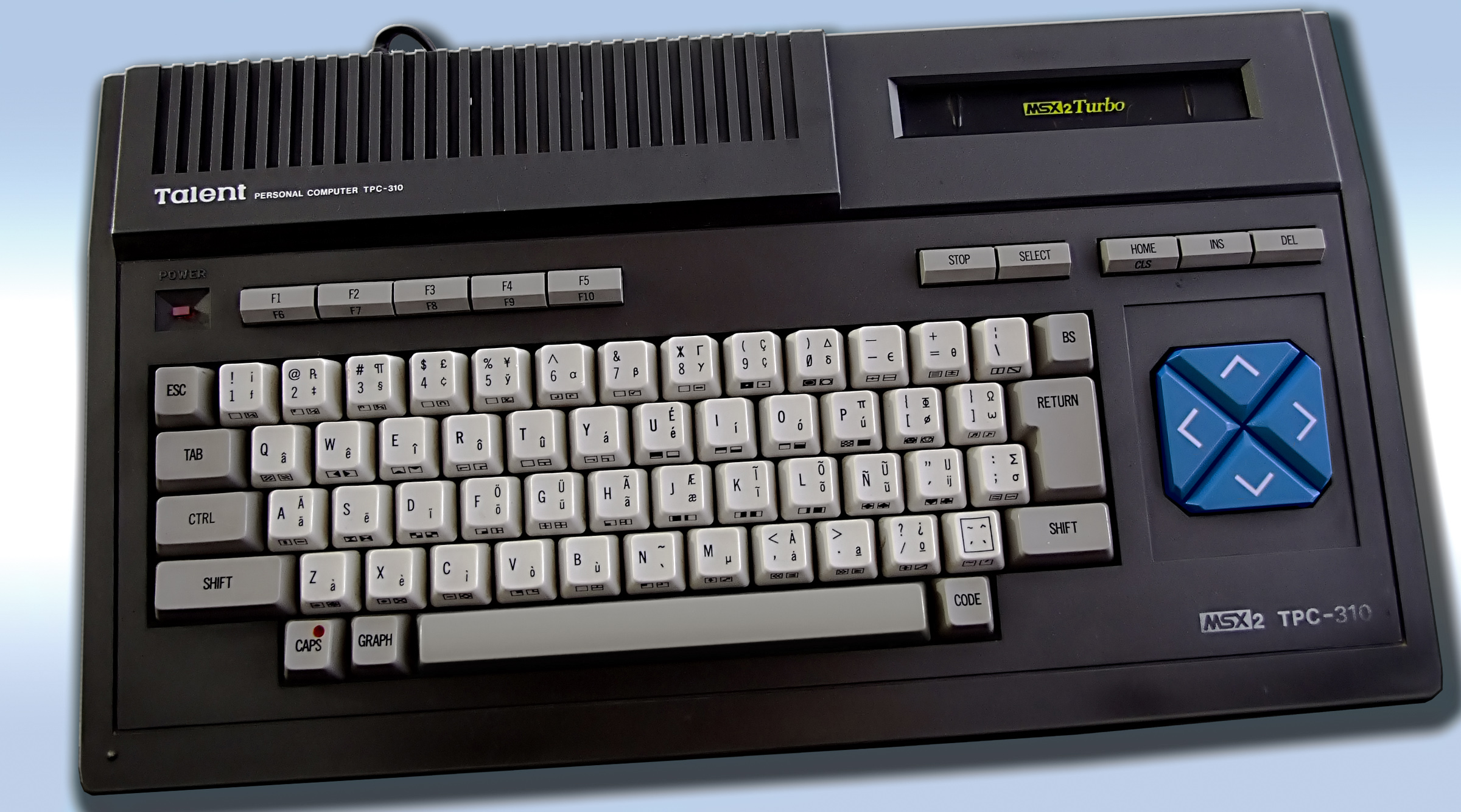
Talent TPC-310 MSX 2, (1988)
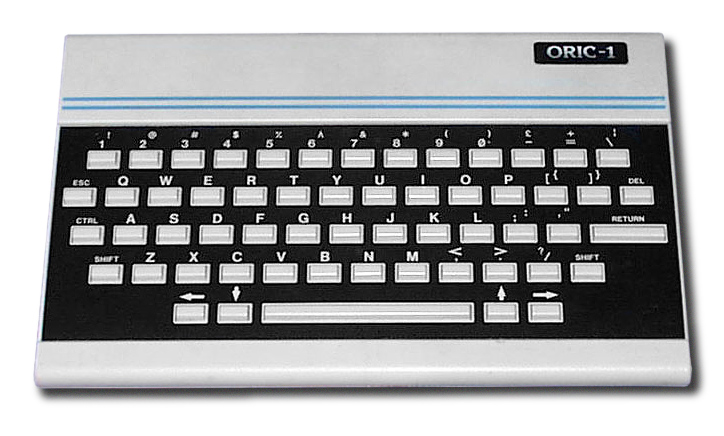
Oric1
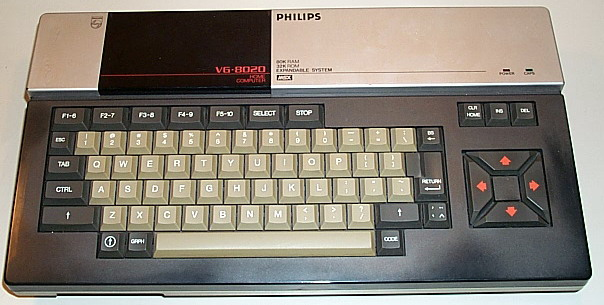
MSX Philips VG-8020
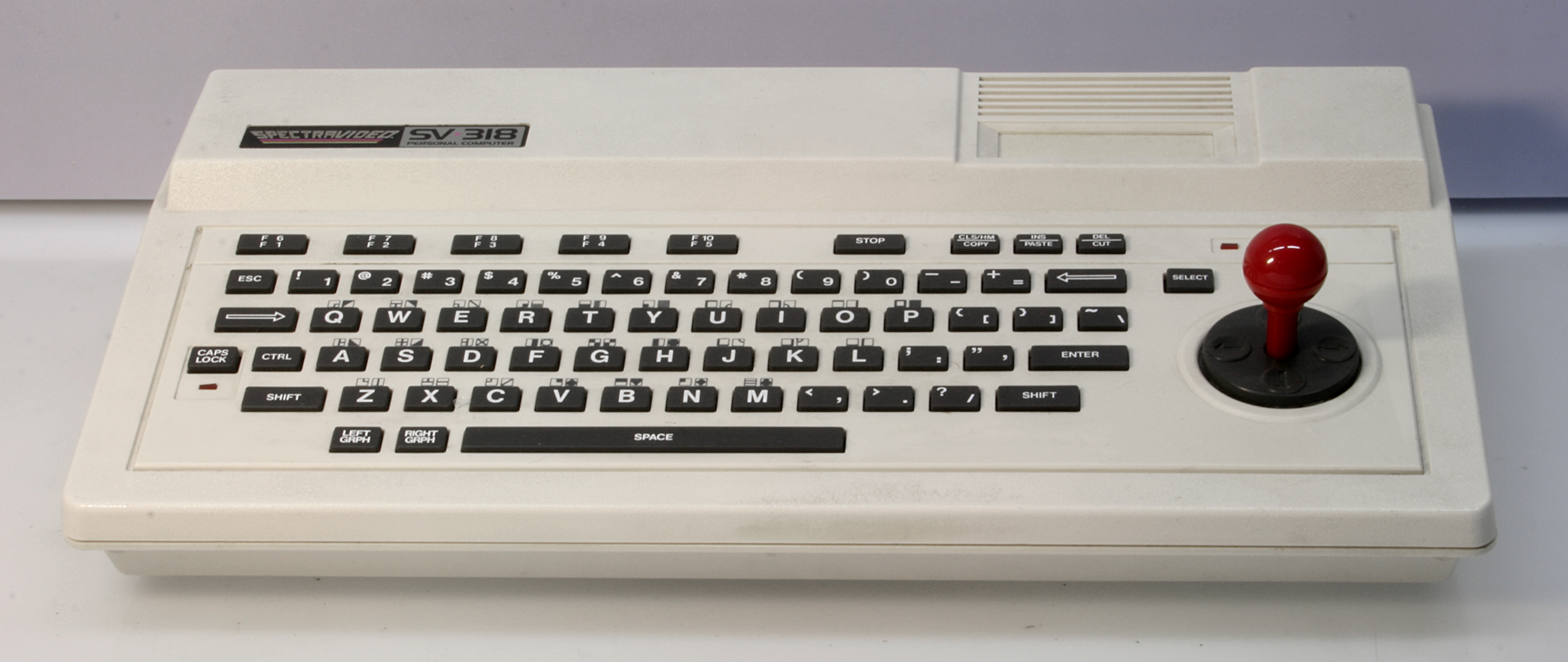
Spectravideo SV-318
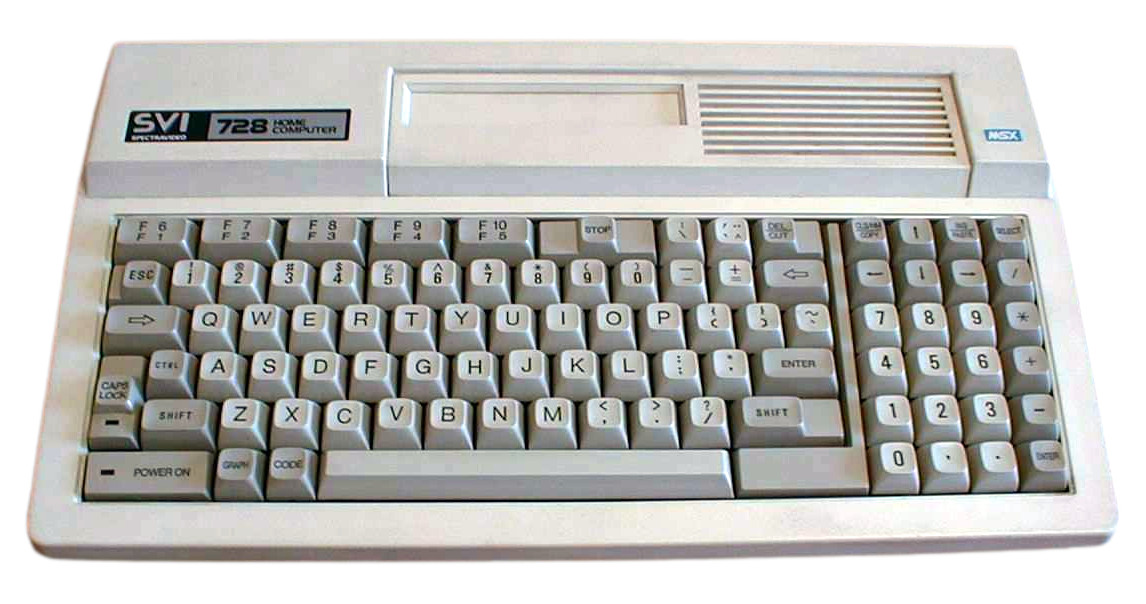
MSX Spectravideo SV-728
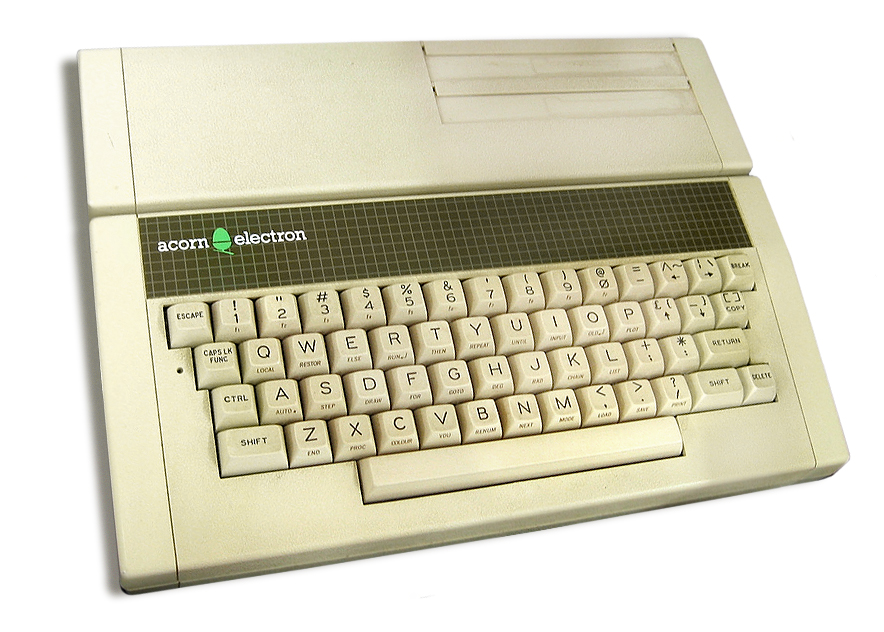
Acorn Electron
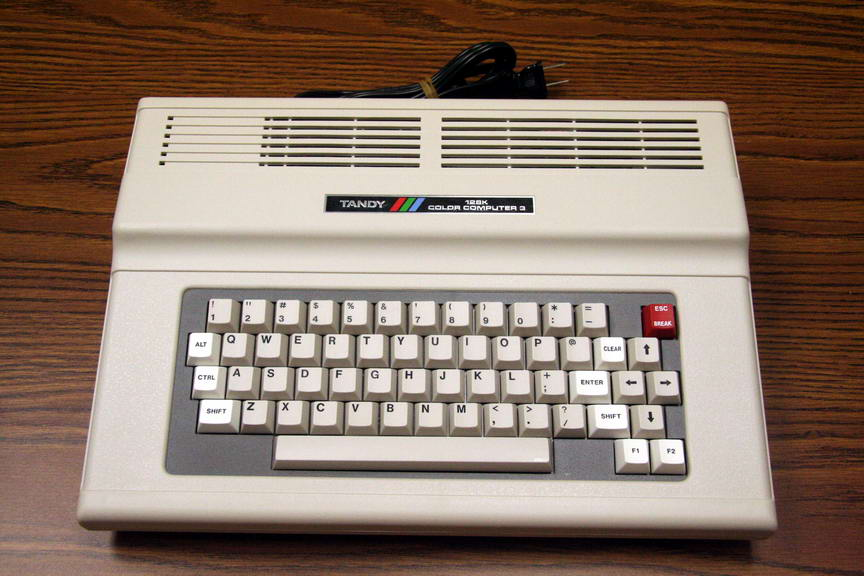
TRS-80 Color Computer 3, 1986